# Ralph James Scott

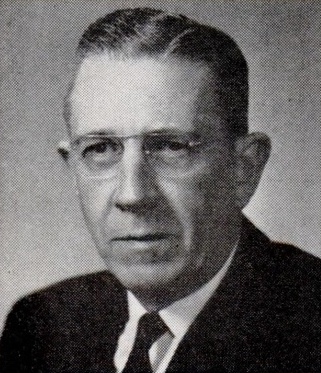
Ralph James Scott zirka 1965

Ralph James Scott (* 15. Oktober 1905 im Surry County, North Carolina; † 5. August 1983 in Danbury, North Carolina) war ein US-amerikanischer Politiker. Zwischen 1957 und 1967 vertrat er den Bundesstaat North Carolina im US-Repräsentantenhaus.

## Werdegang
Ralph Scott besuchte die öffentlichen Schulen seiner Heimat. Nach einem anschließenden Jurastudium und seiner 1930 erfolgten Zulassung als Rechtsanwalt begann er in Danbury in diesem Beruf zu arbeiten. Gleichzeitig schlug er als Mitglied der Demokratischen Partei eine politische Laufbahn ein. In den Jahren 1936 und 1937 war er Abgeordneter im Repräsentantenhaus von North Carolina; von 1936 bis 1970 führte er den Parteivorsitz der Demokraten im Stokes County. Zwischen 1938 und 1956 war er auch Staatsanwalt im zwölften Gerichtsbezirk von North Carolina.
Bei den Kongresswahlen des Jahres 1956 wurde Scott im fünften Wahlbezirk seines Staates in das US-Repräsentantenhaus in Washington, D.C. gewählt, wo er am 3. Januar 1957 die Nachfolge von Richard Thurmond Chatham antrat. Nach vier Wiederwahlen konnte er bis zum 3. Januar 1967 fünf Legislaturperioden im Kongress absolvieren. Diese waren von den Ereignissen der Bürgerrechtsbewegung und des Vietnamkrieges bestimmt. 1966 verzichtete Scott auf eine erneute Kandidatur. In den folgenden Jahren praktizierte er als Anwalt in Danbury. Dort ist er am 5. August 1983 auch verstorben.